# Paul Nayrac
Paul Nayrac (* 1899 in Algier; † 25. April 1973) war ein französischer Neurologe.

## Leben
Nach seiner medizinischen Ausbildung in Algier und Lille wurde Nayrac 1941 als Professor für Neurologie an die Universität Lille berufen, wo er entscheidend beim Aufbau des Fachgebietes mitwirkte. Er lehrte auch Medizinische Psychologie. Sein Diskurs L'angoisse de Saint-Exupéry, den er 1961 als Präsident des Französischen Psychiatrie- und Neurologiekongresses gab, wurde eine seiner bekanntesten Veröffentlichungen. Nayrac wurde Präsident der Société Française de Neurologie. Für seine Verdienste wurde er mit dem Titel des Chevalier de la Légion d’honneur ausgezeichnet.